# Kruczy Dwór
Kruczy Dwór (ang. The Ravenscliff Series) – trzyczęściowa seria książek fantastycznych autorstwa Williama J. Manna, ukrywającego się pod pseudonimem literackim Geoffrey Huntington. Pierwsza część Czarodzieje Skrzydła Nocy w Polsce wydana została w 2005 nakładem wydawnictwa Rebis.

## Książki
- Czarodzieje Skrzydła Nocy
  - rok wydania: 2002 (W Polsce 2005)
  - tytuł oryginału: Sorcerers of the Nightwing
- Władczyni Demonów
  - rok wydania: 2003 (W Polsce 2005)
  - tytuł oryginału: Demon Witch
- Krwawy Księżyc
  - rok wydania: 2004 (W Polsce 2006)
  - tytuł oryginału: Blood Moon

## Fabuła
Seria opisuje przygody nastoletniego chłopaka o imieniu Devon, który po śmierci ojca przeprowadza się do miejscowości o specyficznej nazwie - Bieda i zamieszkuje w Kruczym Dworze, domostwie położonym na klifie, gdzie odkrywa swoje nadprzyrodzone moce. Tam też dowiaduje się, że należy do rodu czarodziejów Bractwa Skrzydła Nocy, od trzech tysięcy lat praktykującego magię i mistycyzm. W pierwszym tomie Devon musi zmierzyć się z niebezpiecznym Jacksonem Muirem, zwanym Szaleńcem. Jego zadaniem jest uratowanie Alexandra, chłopaka zamieszkującego Kruczy Dwór. 
Drugi tom opowiada o Isobel Apostacie, wiedźmie żyjącej w XVI wieku, która wypowiedziała wojnę czarodziejom Bractwa Skrzydła Nocy. Wsparta przez krwiożercze demony, pustoszyła Anglię i dokonywała wielu zbrodni. Mimo iż skazano ją na śmierć, tuż przed spłonięciem na stosie przyrzekła powrócić i podbić świat. Zgodnie z obietnicą, po niemal pięciuset latach ponownie wraca. 
W trzecim tomie Devon odkrywa, że w lochach Kruczego Dworu, od bardzo dawna więziona jest tajemnicza czarodziejka. Na dodatek w Biedzie zaczyna grasować krwiożercza bestia, wilkołak. Aby rozwiązać mnożące się zagadki, młody czarodziej musi ponownie wkroczyć na Schody Czasu. Przenosi się w lata sześćdziesiąte, czyli do czasów, gdy zamieszkujący Kruczy Dwór Jackson Muir znalazł się u szczytu potęgi.

## Gatunek literacki
Gatunek literacki, jakim jest seria Kruczy Dwór to połączenie fantasy i horroru. Serię tę  można zaliczyć do gatunku dark fantasy.